# Temelucha carpocapsae
Temelucha carpocapsae är en stekelart som först beskrevs av Joseph Augustine Cushman 1930.  Temelucha carpocapsae ingår i släktet Temelucha och familjen brokparasitsteklar. Inga underarter finns listade i Catalogue of Life.